# Itikaf

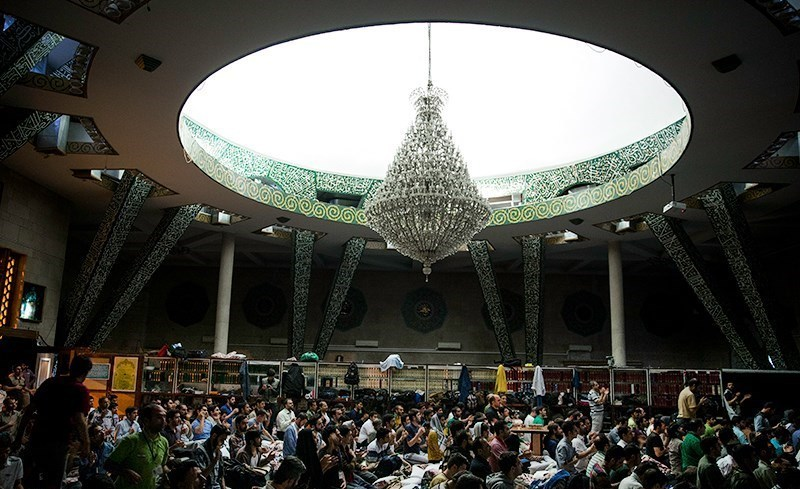
Itikaf vid Teherans universitet i Iran, april 2016.

Itikaf (arabiska: اعتكاف) är en islamisk ritual som innebär att man stannar i en moské under ett särskilt antal dagar, och ägnar sig åt ibadat under dessa dagar och håller sig borta från världsliga affärer. Under de sista tio dagarna under månaden ramadan väljer vissa muslimer att stanna i moskén för itikaf medan de fastar.